# Romneya

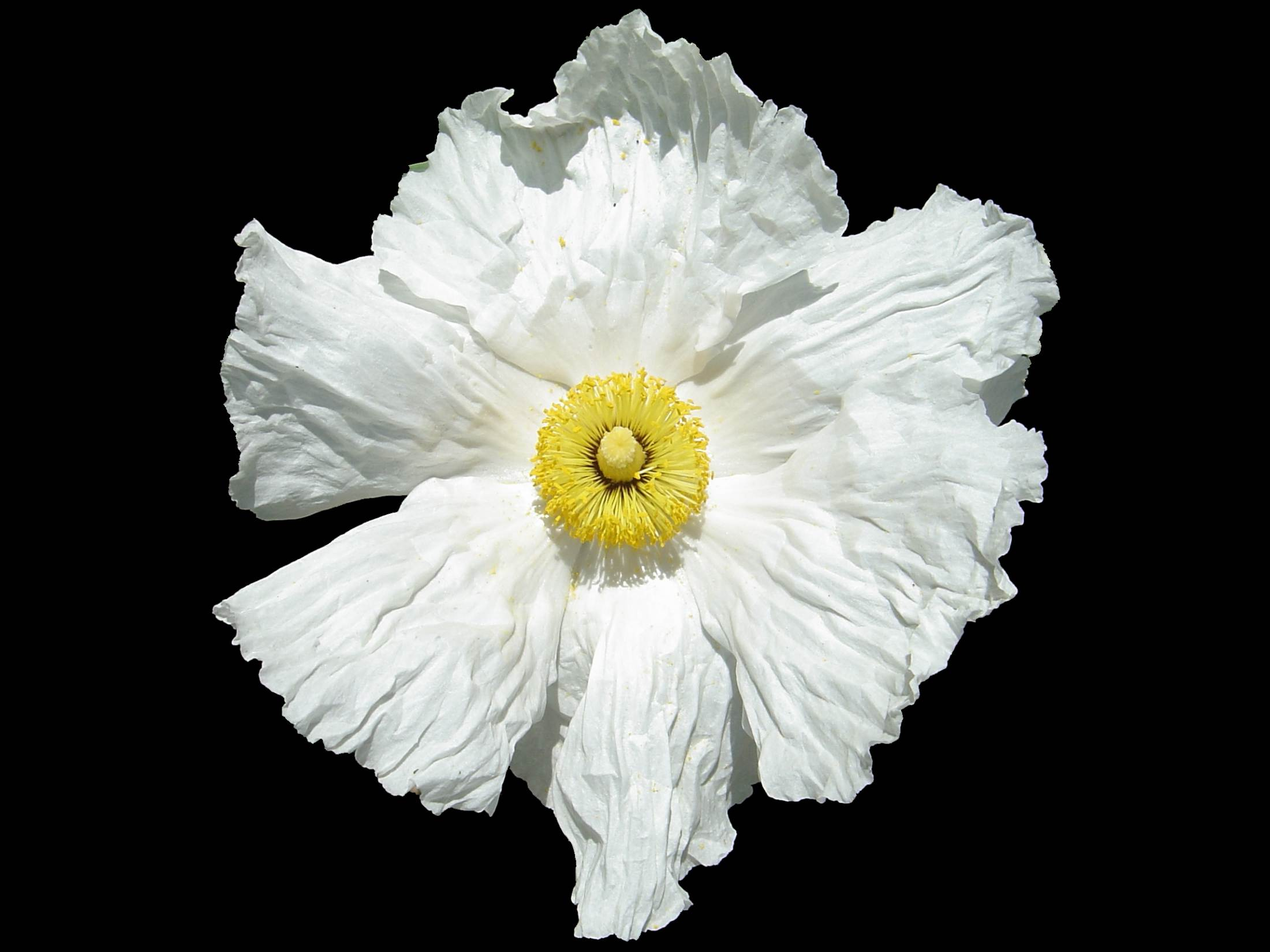
Kwiat Romneya coulteri

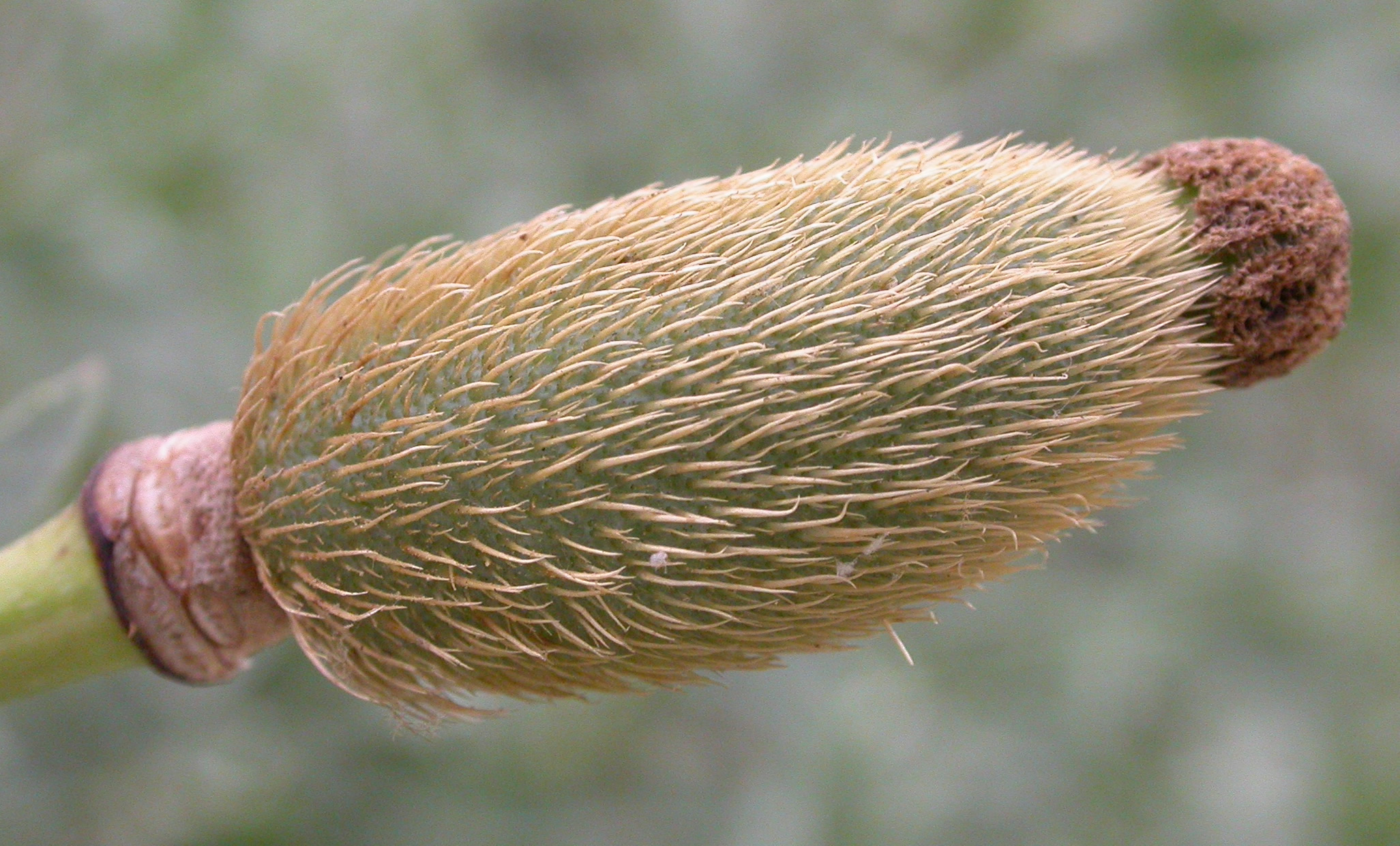
Owoc Romneya trichocalyx

Romneya – rodzaj roślin z rodziny makowatych, wyróżniających się najbardziej okazałymi kwiatami w rodzinie. Obejmuje dwa gatunki blisko spokrewnione i czasem łączone w jeden, występujące w Stanach Zjednoczonych (Kalifornia) i w Meksyku (Kalifornia Dolna). Rośliny zawierają przeźroczysty sok mleczny. Rośliny te rosną na terenach zalewowych i w kanionach. Rośliny są cenionymi roślinami ozdobnymi w ogrodach słonecznych i suchych, odpornymi na zgryzanie przez zajęczaki, ale z silnie rosnącymi kłączami – łatwo mogą stać się problematyczne, zwłaszcza że kłącza mogą penetrować nawet mury.
Nazwa rodzajowa upamiętnia Thomasa Romneya Robinsona – irlandzkiego astronoma, przyjaciela Williama Henry'ego Harveya – botanika, który odkrył i jako pierwszy opisał ten rodzaj.

## Morfologia
PokrójOkazałe, osiągające 2,5 m wysokości krzewy lub półkrzewy z pełzającymi kłączami i zielnymi pędami (zdrewniała jest tylko ich nasada). Łodyga jest dęta.
LiścieSkrętoległe, ogonkowe, pojedynczo lub podwójnie pierzasto podzielone. Blaszka liściowa jest szarozielona.
KwiatyPojedyncze, wyrastają na szczytach pędów. Działki kielicha 3. Płatków 6, białych o długości od 4 do 10 cm. Pręciki liczne z żółtymi pylnikami. Słupek zbudowany z 7–12 owocolistków. Zalążnia owalna, jednokomorowa, choć bywa częściowo lub nawet całkowicie podzielona. Szyjki słupki brak.
OwoceOwalne, pokryte szczecinkami torebki zawierające liczne nasiona.

## Systematyka
Pozycja systematyczna
Rodzaj z plemienia Papavereae, podrodziny Papaveroideae, rodziny makowatych Papaveraceae, z rzędu jaskrowców (Ranunculales).
Wykaz gatunków
- Romneya coulteri Harvey
- Romneya trichocalyx Eastwood